# کاندیدونی
کاندیدونی (به ایتالیایی: Candidoni) یک کومونه در ایتالیا است که در استان رجو کالابریا واقع شده‌است.

## خصوصیات
کاندیدونی ۲۶٫۶ کیلومترمربع مساحت و ۳۸۹ نفر جمعیت دارد و ۲۳۹ متر بالاتر از سطح دریا واقع شده‌است.